# エフスターフィイ級戦艦
エフスターフィイ級戦艦 (Evstafi class battleship) は、ロシア帝国海軍が第一次世界大戦前に建造した準弩級戦艦。同型艦はイオアン・ズラトウースト(Ioann Zlatoust)。本級は1903年から1923年の艦隊整備計画枠で黒海艦隊向けに整備されたクラスであった。

## 概要
タイプシップは「ポチョムキン＝タヴリーチェスキー公」に採り、日露戦争の戦訓から上部構造物を簡素化してトップヘビー要素を減少させ、副砲の一部は15.2cmから20.3cmへと口径をアップして攻撃力増加を図ると共に、76mmケースメイト区画に76mm装甲を貼り、甲板装甲厚を増加するなど防御力強化を図った事が特徴である。

## 艦形
衝角の付いた垂直に切り立つ艦首から前向きに連装式の主砲塔1基を配置、艦橋構造は司令塔を下部に組み込んだ簡素な箱型とし、その上に簡素な単脚檣が立つ。
艦橋の背後に等間隔に並べられた3本の煙突が立ち、煙突の周囲を艦載艇置き場とした。艦載艇用のグース・ネッククレーンが本数が減らされ、かつ小型化された。艦載艇置き場の四隅には新設計の20.3cm単装砲が配置され、間を76mm単装速射砲をケースメイト配置とされた。甲板一段下には15.2cm単装速射砲が片舷6基の計12基が配置された。
3番煙突から後ろは簡便な単脚檣と後部艦橋、甲板一段分下がって、後部甲板に後ろ向きに主砲塔1基が載る。

## 主砲

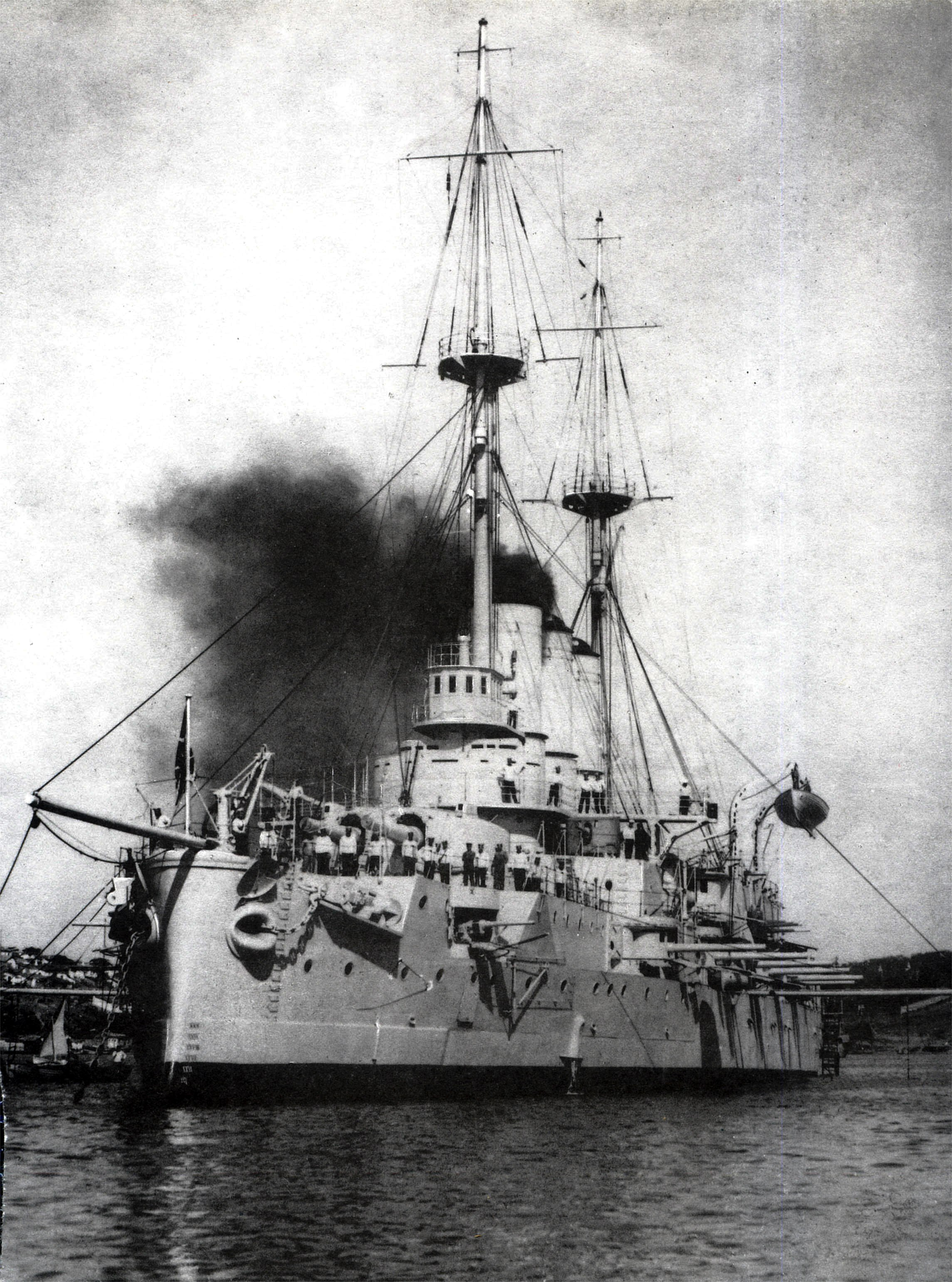
艦首方向から撮影された「エフスターフィイ」。（1911年）

主砲は引き続き「Pattern 1895 30.5(40口径)砲」を採用した。その性能は重量331.7kgの砲弾を最大仰角35度で20,310mまで届かせることが出来るこの砲をフランス式の楕円形型の連装砲塔に収めた。俯仰能力は仰角35度、俯角5度である。旋回角度は船体首尾線方向を0度として左右135度の旋回角度を持つ、主砲身の俯仰・砲塔の旋回・砲弾の揚弾・装填は主に電力で行われ、補助に人力を必要とした。発射速度は毎分1.5発である。

### 副砲、その他の備砲
中間砲は前述の通り装甲巡洋艦級の主砲クラスの20.3cm砲を採用した。本級のこの砲も他にロシア帝国海軍装甲巡洋艦「リューリック(2代)」にも採用された「Pattern 1905 20.3cm(50口径)砲」を採用した。性能は重量112.2kgの砲弾を仰角19.5度で14,450mまで届かせることが出来るこの砲を前後艦橋の両脇四箇所にケースメイト配置で収めた。俯仰能力は仰角20度、俯角5度で旋回角度は左右50度計100度の旋回角を持ち、主砲身の俯仰・砲塔の旋回・砲弾の揚弾・装填は人力を必要とした。発射速度は毎分4発である。
副砲は同じく新設計の「Pattern 1892 15.2cm(45口径)速射砲」を採用した。41.6kgの砲弾を仰角20度で11,520m、まで到達できた。旋回と俯仰は人力で行われ、左右方向に50度旋回でき、俯仰は仰角20度、俯角6度であった。発射速度は毎分7発だった。他に対水雷艇用に「Pattern 1892 75mm(50口径)速射砲」単装砲架で14基、オチキス47mm(25口径)速射砲を単装砲架で6基、対艦攻撃用に45cm水中魚雷発射管を単装で3基装備した。

## 機関
機関はフランス式のベルヴィール式石炭専焼水管缶22基に直立型三段膨張式レシプロ機関2基2軸を組み合わせ、最大出力10,800hpで速力16.5ノットを発揮した。航続性能は10ノットで4,000海里を走れた。狭い黒海の中でならば有効な航続性能である。

## 防御
本級の防御は自艦の主砲に対し、射距離5,500mまでならば舷側装甲を抜かれず、3,500mまでならば主砲塔装甲の貫通を許さなかった。

## 同型艦
- エフスターフィイ
- イオアン・ズラトウースト